# Physetops
Physetops — род стафилинид из подсемейства Staphylininae.

## Описание
Тело цилиндрической формы. Передние голени с сильными шипиками. Передние лапки не расширены.

## Систематика
К роду относятся:
- вид: Physetops ahrendti
- вид: Physetops giganteus
- вид: Physetops herculeanus
- вид: Physetops spilleri
- вид: Physetops syriacus
- вид: Physetops tataricus